# Hegelstraße (Weimar)

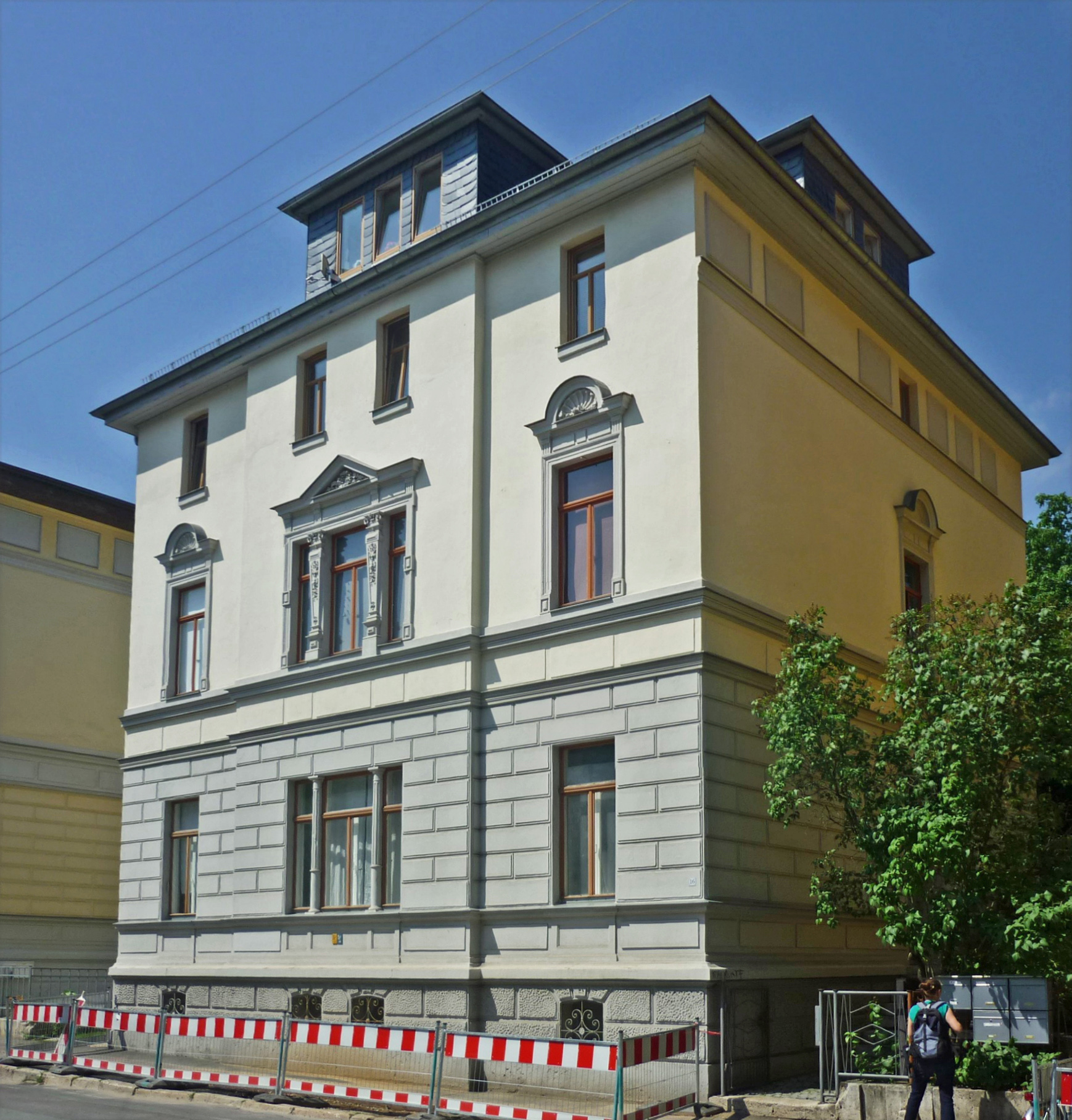
Hegelstraße 16

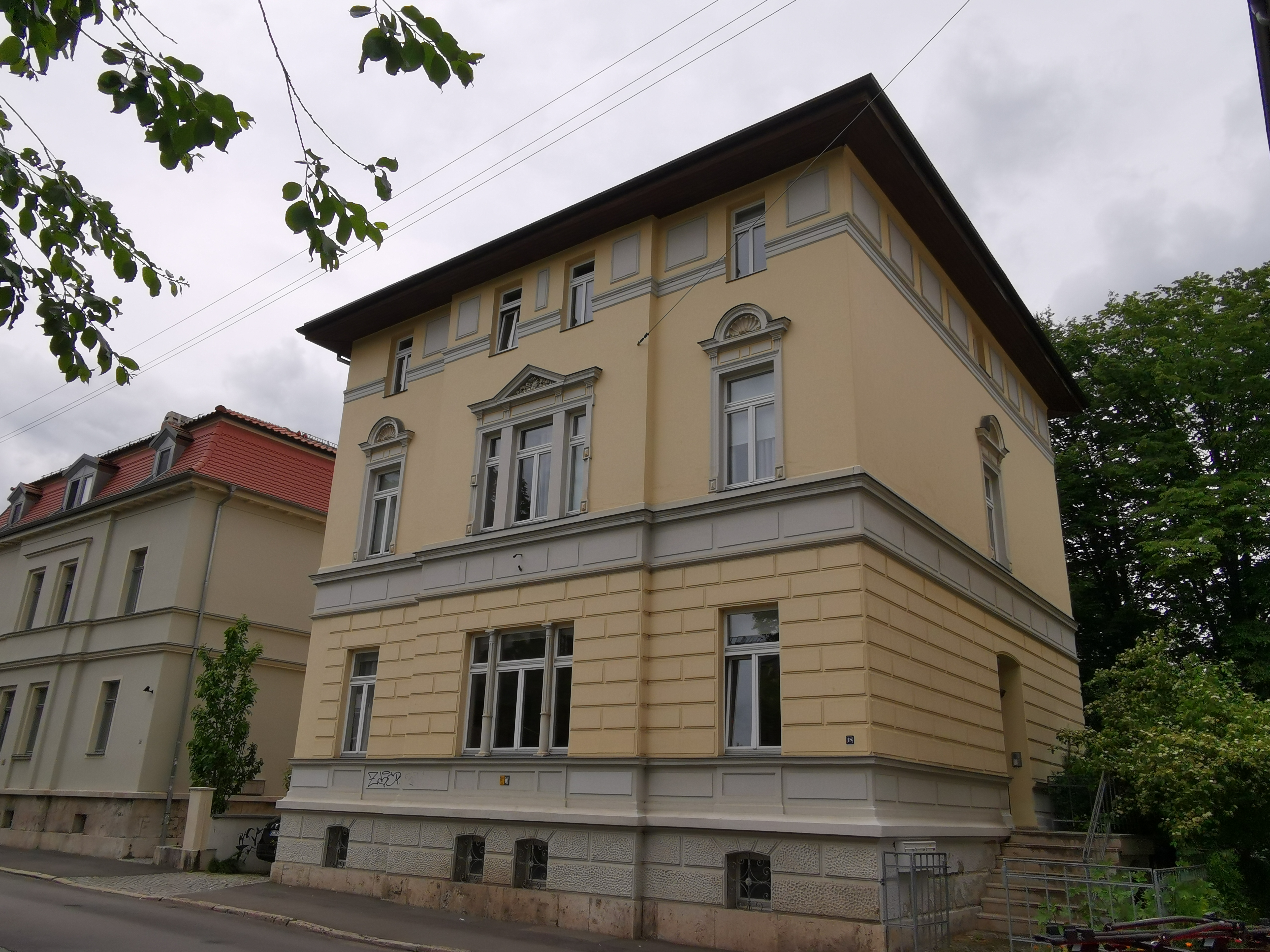
Hegelstraße 18

In der Altstadt von Weimar gibt es einen Straßenzug, der nach dem Philosophen Georg Wilhelm Friedrich Hegel in Hegelstraße benannt wurde. Die Hegelstraße reicht von der Hummelstraße am Rande der Altstadt bis zur Trierer Straße und damit in die Westvorstadt. Dort wiederum befindet sich das Mutterhaus des Sophienkrankenhauses, welches von Julius Bormann entworfen wurde. Seine frühere Bezeichnung war Bernhardstraße, benannt nach dem Herzog Bernhard von Sachsen-Weimar.
Der Straßenzug steht auf der Liste der Kulturdenkmale in Weimar (Sachgesamtheiten und Ensembles), einzelne Wohngebäude, Geschäftshäuser und Grundstücke stehen zudem auf der Liste der Kulturdenkmale in Weimar (Einzeldenkmale). In der Hegelstraße sind zwar keine Stolpersteine eingelassen, jedoch wurden auf der Liste der Stolpersteine in Weimar Bewohner derer im Zusammenhang mit Martha Kreiss aus der Hummelstraße 3 erwähnt. In der Hegelstraße 3 wohnte der Bildhauer Adolf Brütt. Dort befindet sich eine Gedenktafel, die 1999 dort angebracht wurde. Das 1911 errichtete Haus Hegelstraße 2a ist die VR Bank.